# Marcel Siem
Marcel Siem (* 15. Juli 1980 in Mettmann) ist ein deutscher Profigolfer.

## Karriere
Unter anderem wurde er 1999 spanischer Amateurmeister. Seit 2000 verfolgt Marcel Siem eine Profikarriere. Siem war Mitglied der deutschen Junioren- und der Herren-Nationalmannschaft. Sein erster großer professioneller Erfolg war der Sieg bei den Dunhill Championships im Jahr 2004 in Johannesburg. Im September 2006 belegte Siem bei den traditionsreichen Omega European Masters den zweiten Platz hinter dem Waliser Bradley Dredge. Im Dezember 2006 gewann er zusammen mit Bernhard Langer den World Cup für Deutschland.
Den bis dahin größten Erfolg seiner Karriere feierte Siem mit dem Sieg bei den Open de France 2012; im März 2013 gewann er die Trophée Hassan II im marokkanischen Agadir.
Im November 2014 ging Siem bei den BMW Masters in China mit fünf Schlägen Rückstand als Dritter in die Schlussrunde. Nach einer 73er Runde erreichte er zusammen mit dem Engländer Ross Fisher und dem Franzosen Alexander Lévy das Play-off, das er auf dem ersten Extra-Loch mit einem Chip zum Birdie für sich entscheiden konnte. Durch den Sieg sicherte sich Siem mit 918,944 Euro das mit Abstand höchste Preisgeld seiner bisherigen Karriere und erreichte beim Race to Dubai den vierten Platz.
Mit seinem ersten Gewinn auf der Challenge Tour bei der Le Vaudreuil Golf Challenge 2021 konnte er sich für die Open Championship 2021 qualifizieren. Dort konnte er sich lange in der Spitzengruppe halten und beendete das Turnier auf dem geteilten 15. Platz.
Am 30. Juni 2024 gewann er die Italian Open mit 10 (69-68-66-71=274) unter Par.

## Amateursiege (1)
- 1999 Sherry Cup (spanische Amateurmeisterschaften)

## Profisiege (8)

### European Tour (6)
| Nr. | Datum            | Turnier              | Sieg Score             | Vorsprung | Zweitplatzierte                   |
| --- | ---------------- | -------------------- | ---------------------- | --------- | --------------------------------- |
| 1   | 25. Januar 2004  | Dunhill Championship | -22 (65-67-68-66=266)  | Playoff   | Grégory Havret, Raphaël Jacquelin |
| 2   | 8. Juli 2012     | Open de France       | -8 (68-68-73-67=276)   | 1 Schlag  | Francesco Molinari                |
| 3   | 31. März 2013    | Trophée Hassan II    | -17 (64-68-69-70=271)  | 3 Schläge | Mikko Ilonen, David Horsey        |
| 4   | 2. November 2014 | BMW Masters          | -16 (68-66-65-73=272)  | Playoff   | Ross Fisher, Alexander Lévy       |
| 5   | 26. Februar 2023 | Hero Indian Open     | -14 (69-70-67-68=274)  | 1 Schlag  | Yannik Paul                       |
| 6   | 30. Juni 2024    | Italian Open         | -10 ((69-68-66-71=274) | Playoff   | Tom McKibbin                      |

### Challenge Tour (1)
| Nr. | Datum         | Turnier                     | Sieg Score            | Vorsprung | Zweitplatzierte |
| --- | ------------- | --------------------------- | --------------------- | --------- | --------------- |
| 1   | 11. Juli 2021 | Le Vaudreuil Golf Challenge | -15 (71-62-69-67=269) | 1 Schlag  | Hugo Leon       |

### Andere Siege (1)
- 2006 WGC-World Cup (mit Bernhard Langer)

## Resultate bei Major Championships
| Tournament        | 2010 | 2011 | 2012 | 2013 | 2014 | 2015 | 2016 | 2017 | 2018 | 2019 | 2020 | 2021 | 2022 | 2023 | 2024 |
| ----------------- | ---- | ---- | ---- | ---- | ---- | ---- | ---- | ---- | ---- | ---- | ---- | ---- | ---- | ---- | ---- |
| Masters           | DNP  | DNP  | DNP  | DNP  | DNP  | DNP  | DNP  | DNP  | DNP  | DNP  | DNP  | DNP  | DNP  | DNP  | DNP  |
| US Open           | DNP  | T60  | DNP  | T59  | T12  | CUT  | DNP  | DNP  | DNP  | DNP  | DNP  | DNP  | DNP  | DNP  | DNP  |
| Open Championship | T27  | DNP  | CUT  | CUT  | DNP  | CUT  | DNP  | DNP  | DNP  | DNP  | NT   | T15  | DNP  | T41  | T72  |
| PGA Championship  | DNP  | DNP  | T36  | CUT  | DNP  | T48  | DNP  | DNP  | DNP  | DNP  | DNP  | DNP  | DNP  | DNP  | DNP  |

DNP = nicht teilgenommen

CUT = Cut nicht geschafft

„T“ geteilte Platzierung

Grüner Hintergrund für Siege

Gelber Hintergrund für Top 10

## Teilnahme an Mannschaftswettbewerben
Amateur
- Eisenhower Trophy: 2000

Professional
- World Cup: 2003, 2004, 2006 (Sieger), 2013